# Dennis de Jong
Dennis de Jong (Delft, 22 de maig del 1955) és un polític neerlandès que des del 2009 és parlamentari europeu pel Partit Socialista, que forma part del partit europeu Esquerra Unitària Europea/Esquerra Verda Nòrdica.